# 宇文陵
宇文陵（？—？），胡名拔拔陵陵，号阿若谚，宇文逸豆归之子，前燕、后燕、北魏官员。

## 生平
宇文逸豆归为慕容晃灭亡后，宇文陵归降前燕，官至驸马都尉，封玄菟公。永康二年（397年），魏道武帝将要进攻后燕都城中山郡，宇文陵跟随慕容宝抵抗魏道武帝。慕容宝战败后，宇文陵率领铁甲骑兵五百人向北魏投降，官至都牧主，获赐爵安定侯。天兴初年，北魏将才智勇力出众的人迁至京城平城，宇文陵依照惯例也随着被迁移到武川镇，于是成了代郡武川镇人。宇文陵死后，谥号忠。
宇文陵是西魏太师宇文泰的高祖。